# NGC 4580
NGC 4580 is een balkspiraalstelsel in het sterrenbeeld Maagd. Het hemelobject werd op 2 februari 1786 ontdekt door de Duits-Britse astronoom William Herschel.

## Synoniemen
- UGC 7794
- MCG 1-32-117
- ZWG 42.183
- VCC 1730
- IRAS12352+0538
- PGC 42174